# Old Love Letters (film 1912)
Old Love Letters è un cortometraggio muto del 1912 diretto da Hal Reid.

## Produzione
Il film fu prodotto dalla Vitagraph Company of America.

## Distribuzione
Distribuito dalla General Film Company, il film uscì nelle sale cinematografiche statunitensi il 3 marzo 1912 in una versione di 150 metri e nel Regno Unito il 20 luglio 1912 in una ridotta di 100 metri. Nelle proiezioni, veniva programmato con il sistema dello split reel, accorpato in un'unica bobina con un altro cortometraggio prodotto dalla Vitagraph, la commedia The Red Ink Tragedy.